# Baby Sister
Baby Sister è il primo singolo estratto dall'album Imagination della cantautrice e ballerina statunitense LaToya Jackson. Fu pubblicato nel 1985.

## Accoglienza e successo commerciale
Il singolo vinse un "Premio per canzone di rilievo" al 16º World Popular Song Festival il 27 ottobre 1985 a Tokyo, Giappone, dove la Jackson interpretò il brano dal vivo con la sorella minore Janet come corista. Come premio la cantante portò a casa una medaglia d'argento e 1000 dollari.

## Critica
Allmusic definì la canzone "troppo carina e ostentata per essere presa seriamente". Comunque il quotidiano The Baltimore Afro-American la elogiò descrivendola "new wave" e "orecchiabile".

## Tracce
Singolo 7"
1. Baby Sister (Album Version) – 3:09
2. Baby Sister (Album Instrumental Version) – 4:12

## Versione di Janice Marie Johnson
Il brano apparve originariamente nell'album One Taste of Honey di Janice Marie Johnson nel 1984. Johnson è principalmente conosciuta come membro del gruppo musicale A Taste of Honey.